# Cam Ranh
Cam Ranh è una città del Vietnam, situata nella provincia di Khanh Hoa nella regione di Nam Trung Bo.
Il porto annesso alla città è stata un'importante base navale statunitense fino al 1972 e poi sudvietnamita fino al 1975, durante la guerra del Vietnam; dopo la riunificazione del paese, tramite un accordo di leasing venticinquennale, nel 1979 divenne una base navale sovietica, e nel 1993 venne aggiunta una parte destinata all'analisi dei segnali elettronici nell'area, anche se la presenza sovietica in zona venne ufficialmente negata. Dopo una richiesta di 200 milioni di affitto annuo per proseguire il leasing dopo la scadenza, i russi (l'Unione Sovietica si era nel frattempo disciolta) lasciarono la base ufficialmente il 2 maggio 2002.

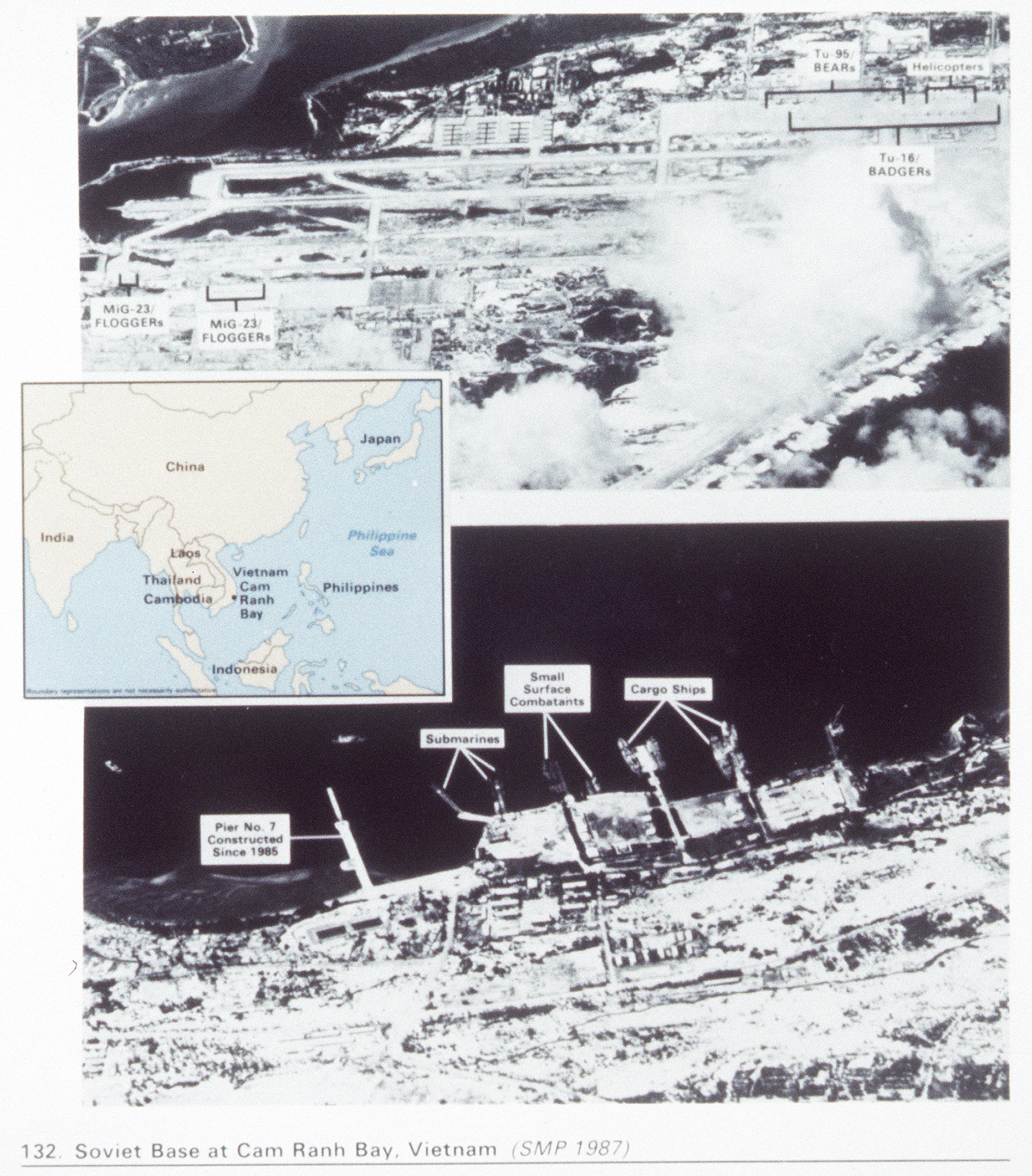
La base sovietica nel 1987.

La base ora ospita il comando della 4ª Regione navale, una delle cinque zone navali nelle quali la marina militare vietnamita ha diviso il paese, ed alcuni pattugliatori possono essere visti ormeggiati ai moli in foto satellitari del 2015.
L'Aeroporto internazionale di Cam Ranh si trova a 40 km a sud di Nha Trang, nei pressi della città, sul promontorio che da nord chiude la baia.